# World in Motion (Jackson Browne)
World in Motion è un album di Jackson Browne, pubblicato dalla Elektra Records nel giugno del 1989. Il disco fu registrato e mixato al Groovemasters di Santa Monica, California, eccetto il brano When the Stone Begins to Turn, registrato all'Island Studios di Londra, Inghilterra con registrazioni aggiunte effettuate al Power Station di New York e allo Studio Devolt di Parigi, Francia.

## Tracce
Lato A
1. World in Motion – 4:26 (Jackson Browne, Craig Doerge)
2. Enough of the Night – 4:56 (Jackson Browne)
3. Chasing You into the Light – 4:18 (Jackson Browne)
4. How Long – 6:14 (Jackson Browne)
5. Anything Can Happen – 5:06 (Jackson Browne)

Lato B
1. When the Stone Begins to Turn – 4:52 (Jackson Browne)
2. The Word Justice – 4:21 (Jackson Browne, Scott Thurston)
3. My Personal Revenge – 4:07 (Tomas Borge, Louis Enrique Mejia Godoy, traduzione in inglese di Jorge Calderon)
4. I Am a Patriot – 4:04 (Little Steven)
5. Lights and Virtues – 4:44 (Jackson Browne)

## Musicisti
World in Motion
- Jackson Browne - chitarra slide, chitarra national reso-phonic
- Craig Doerge - tastiere
- Kevin Dukes - chitarra
- Scott Thurston - basso, armonie vocali
- Michael Jochum - batteria
- Bonnie Raitt - armonie vocali
- Doug Haywood - armonie vocali
- Lori B. Williams - armonie vocali

Enough of the Night
- Jackson Browne - pianoforte
- Kevin Dukes - chitarra
- Scott Thurston - tastiere, armonie vocali
- Bob Glaub - basso
- Michael Jochum - batteria
- Alex Acuña - percussioni
- Doug Haywood - armonie vocali
- Lori B. Williams - armonie vocali

Chasing You into the Light
- Jackson Browne - chitarra baritono
- Kevin Dukes - chitarra acustica
- Scott Thurston - tastiere
- Bob Glaub - basso
- Michael Jochum - batteria

How Long
- Jackson Browne - tastiere, drum program
- David Lindley - chitarra lap steel acustica
- Scott Thurston - tastiere
- Craig Doerge - tastiere
- Bob Glaub - basso
- Russ Kunkle - batteria

Anything Can Happen
- Jackson Browne - pianoforte
- Scott Thurston - tastiere, chitarra
- Kevin Dukes - chitarra
- Russ Kunkel - drum program
- Walfredo Reyes - batteria
- Alex Acuña - percussioni

When the Stone Begins to Tun
- Kevin Dukes - chitarra
- Yves Ndjock - chitarra
- Ray Lema - tastiere, armonie vocali
- Robbie Shakespeare - basso
- Sly Dunbar - batteria
- Brice Wouassy - percussioni
- Salif Keita - voce (in lingua del Mali)
- Djene Doumbouya - armonie vocali
- Brinsley Forde - armonie vocali
- Tony Gad - armonie vocali
- Drummie Zeb - armonie vocali
- Doug Haywood - armonie vocali
- Lori B. Williams - armonie vocali

The Word Justice
- Jackson Browne - pianoforte
- Kevin Dukes - chitarra
- Bob Glaub - chitarra
- Doug Haywood - tastiere
- Scott Thurston - basso, tastiere, armonie vocali
- Michael Jochum - batteria
- David Crosby - armonie vocali

My Personal Revenge
- Jackson Browne - chitarra acustica
- Jorge Struntz - chitarra acustica gut
- Kevin Dukes - chitarra elettrica
- Scott Thurston - tastiere, chitarra solista
- Bob Glaub - basso
- Michael Jochum - batteria
- Hugo Pedruza - charango, tiple

I Am a Patriot
- Kevin Dukes - chitarra
- Doug Haywood - organo, armonie vocali
- Bob Glaub - basso
- Michael Jochum - batteria
- Scott Thurston - armonie vocali
- Lori B. Williams - armonie vocali

Lights and Virtues
- Jackson Browne - chitarra slide baritono
- Kevin Dukes - chitarra
- Scott Thurston - basso, tastiere
- Michael Jochum - batteria[4][5]